# زبانه گوش
زبانهٔ گوش (انگلیسی: Tragus) یک برجستگی غضروفی است که در جلو سوراخ خارجی گوش قرار دارد و همچنین جمع این واژه به رویش مو در دهلیز گوش خارجی و زبانه گوش گفته می‌شود. زبانهٔ گوش به جمع‌آوری صداهایی که از پشت سر به انسان می‌رسند کمک می‌کند. این صداها تأخیر بیشتری نسبت به صداهایی که از رو به رو می‌آیند دارند و این موضوع به مغز کمک می‌کند منابع صدای رو به رو و پشت سر را از هم تمیز دهد.

## نگارخانه

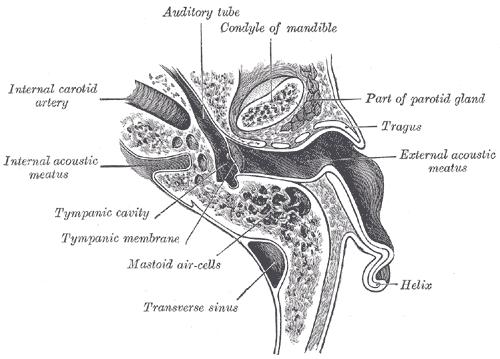
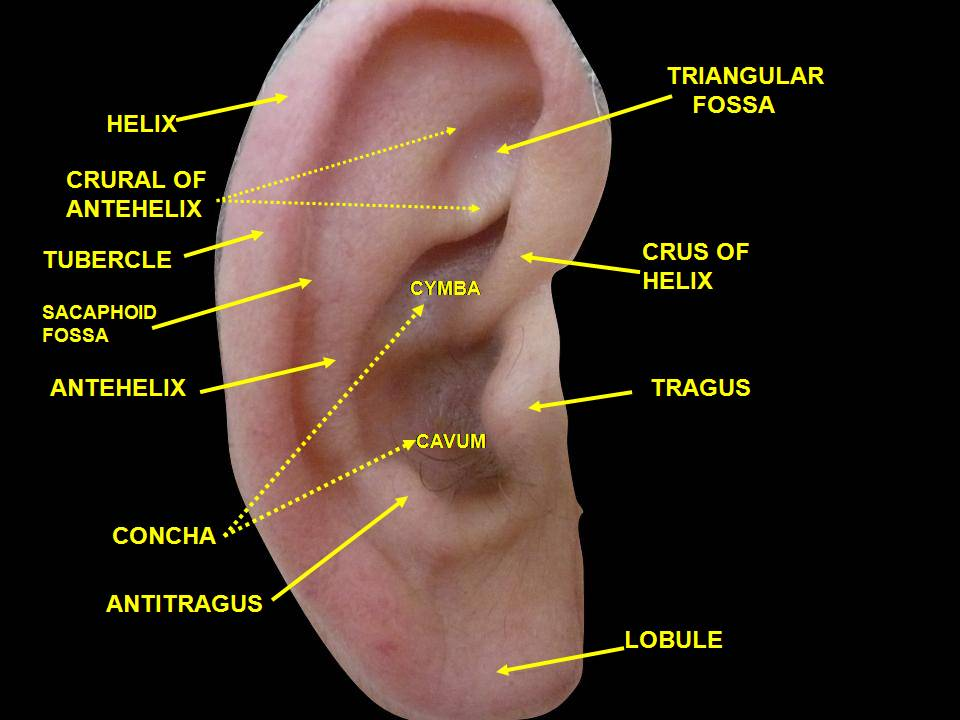
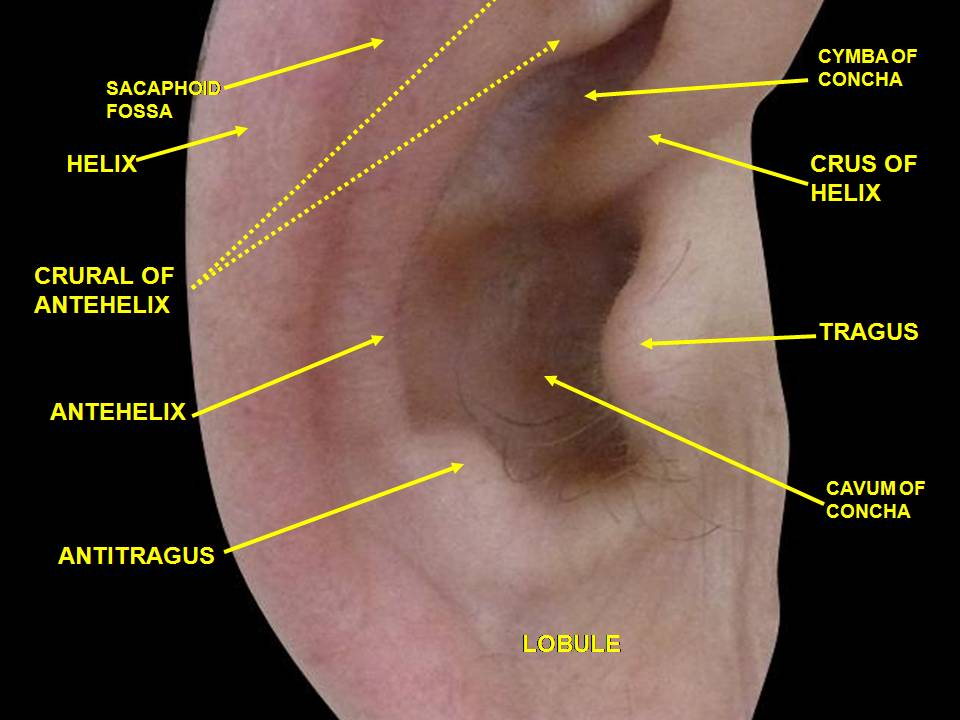